# پتلا آلتا
پتلا آلتا (انگلیسی: Attenuated patella alta) حالت نادری است که در آن استخوان کشکک به جای اینکه در محل طبیعی باشد، بالاتر قرار گرفته‌است. بهترین معیار برای بررسی آن نسبت اینسال (Insall Ratio) است در این نسبت، زانو در فلکشن ۳۰ درجه قرار می‌گیرد سپس طول کشکک به طول تاندون پاتلا تقسیم می‌گردد. در حالت نرمال این نسبت یک به یک است و اگر چنانچه بیش از ۲۰ درصد تغییر داشته باشد می‌تواند دلالت بر بالا قرار گرفتن استخوان کشکک یا پتلا آلتا و در حالت عکس بیانگر پایین قرار گرفتن استخوان کشکک یا پتلا باجا (patella baja) یا اینفرا (patella infera) باشد.